# Cinturó roig
Es coneix com a cinturó roig aquells municipis al voltant de Barcelona, per això cinturó, on s'havia votat majoritàriament el PSC, o altres partits d'esquerra (i per això roig), des de la restauració de la democràcia espanyola. Tot i així, durant els darrers anys el suport a aquests partits ha anat minvant en aquests municipis per altres partits d'una adscripció més dretana i alhora més clarament espanyolista.
A les eleccions municipals del 2019 es reverteix aquesta tendència amb majoria absoluta del Partit dels Socialistes de Catalunya a ciutats com l'Hospitalet de Llobregat, Santa Coloma de Gramenet o Cornellà de Llobregat, entre d'altres.